# Arménie aux Jeux olympiques d'été de 2004
L'Arménie a participé aux Jeux olympiques d'été de 2004 à Athènes. Il s'agissait de sa troisième participation à des Jeux d'été.

## Liste des médaillés arméniens

### Médailles d'or
| Sport              | Discipline | Sportifs | Performance |
| Médailles d'or : 0 |            |          |             |

### Médailles d'argent
| Sport                  | Discipline | Sportifs | Performance |
| Médailles d'argent : 0 |            |          |             |

### Médailles de bronze
| Sport                   | Discipline | Sportifs | Performance |
| Médailles de bronze : 0 |            |          |             |

## Quelques engagés arméniens par sport

### Athlétisme
- Marine Ghazaryan (100 m féminin)
- Armen Martirosyan (Triple saut masculin)

### Boxe
- Aleksan Nalbandyan (48 kg)

### Haltérophilie
Hommes
- Tigran V. Martirosyan (85 kg)

### Judo
- Armen Nazarian (60 kg)

### Lutte
Libre
- Araik Gevorgyan (74 kg)
- Mahmed Aghaev (84 kg)

### Tennis
- Sargis Sargsian